# 1998 XY16
1998 XY16 är en asteroid i huvudbältet som upptäcktes den 15 december 1998 av den kroatiska astronomen Korado Korlević vid Višnjan-observatoriet.
Asteroiden har en diameter på ungefär 7 kilometer.